# OSG Hugo de Groot
De OSG Hugo de Groot is een openbare scholengemeenschap voor het voortgezet onderwijs in de wijk Charlois in Rotterdam-zuid. Hier wordt onderwijs gegeven voor mavo, havo en vwo inclusief gymnasium.
De school heeft de visie om, ondanks dat zij in een probleemwijk gevestigd is, toch de beste en veiligste school van Rotterdam te worden. Het uiteindelijke doel is om samen te gaan met een basisschool en een kinderdagverblijf te starten en zo onderwijs van peuter tot jonge volwassene te bieden.

## Gebouw
Het gebouw werd ontworpen door gemeentearchitect Leo Voskuyl en gebouwd in de periode 1948-1955. Het is een typisch naoorlogs gebouw met schokbetonnen decoraties. In de voorgevel is een afbeelding van Pallas Athena verwerkt.
5 juli 1999 opende de school een nieuwbouw met moderne architectuur.